# La princesa del polígon
La princesa del polígon és un telefilm del 2007 dirigit per Rafa Montesinos produït per l'Institut del Cinema Català, Canal 9 i la Rai i protagonitzat per Lolita Flores i Rosana Pastor. La versió original és en català.

## Sinopsi
La Gracia és dona gitana que fa anys que viu a Barcelona, on regent un local flamenc a la plaça Reial, lluny del polígon on va néixer del que va marxar abandonant el clan, raó per la seva família la consideri una renegada "apaiada". Tanmateix, ara la seva cunyada Chusa truca a la seva porta perquè aculli la seva neboda adolescent, Alba, que està molt malalta de leucèmia i ha de continuar un tractament a la ciutat. Alba no és conscient de la malaltia i Gracia es compromet a no revelar-l'hi-ho. La vida canalla de Gracia dona un gir en conviure amb l'adolescent rebel que vol marxar del polígon per triomfar com a cantant, alhora que aflora secrets ocults del passat de Gracia.

## Repartiment
- Lolita Flores - Gracia
- Laura Guiteras - Alba
- Mingo Ràfols... 	Pepón
- Rosana Pastor… 	Chusa
- Francesc Garrido... Yumitus
- Giorgio Lupano... Ismael
- Glauco Onorato... Sisquet
- Lluís Soler... 	Dr. Rius

## Premis
Va rebre el premi al millor telefilm als VI Premis Barcelona de Cinema. També va obtenir el premi de la Crítica en el Festival Nacional de Pel·lícules i Documentals per a Televisió organitzat pel Festival de Màlaga de 2007 i va arribar a les semifinals dels Premis Emmy en la categoria de millor telefilm.